# Maria Padilha
Maria Padilha Gonçalves, née le 8 mai 1960 à Rio de Janeiro, est une actrice brésilienne.

## Filmographie partielle

### Au cinéma
- 1997 : Os Matadores de Beto Brant : Helena